# Mobulidae
Famille
Les Mobulidae sont une famille de raies (ordre des Rajiformes).

## Description
La famille des Mobulidae se compose de deux genres distincts : Manta et Mobula. Ces derniers ont des caractéristiques communes comme le fait d'être de larges raies pélagiques filtreuses qui se nourrissent de plancton, de posséder une tête distincte du corps (portant les yeux et les spiracles sur le côté de la tête), cinq fentes branchiales sur la face ventrale, ainsi que des extensions des nageoires pectorales au niveau de la partie antérieure de la tête formant ainsi des nageoires dites céphaliques. La queue est généralement plus longue que le corps, sans nageoire caudale. La nageoire dorsale est petite. 
Les Mantas (deux espèces) se distinguent des Mobulas (neuf espèces) entre autres par la position de la bouche qui est terminale pour les Mantas et plutôt ventrale pour les Mobulas ainsi que par la forme des nageoires céphaliques enroulées, celles des Mobulas ont l'aspect de cornes pointues.

## Taxonomie
Actuellement, les deux espèces du genre Manta sont intégrées au genre Mobula.

## Liste des genres
Selon ITIS (7 août 2015) :
- genre Manta Bancroft, 1829
- genre Mobula Rafinesque, 1810

Genres fossiles selon Paleobiology Database (6 août 2025) :
- genre Amamriabatis
- genre Archaeomanta
- genre Brachioptilon
- genre Burnhamia
- genre Eomobula
- genre Eoplinthicus
- genre Mobula
- genre Paramobula
- genre Plinthicus

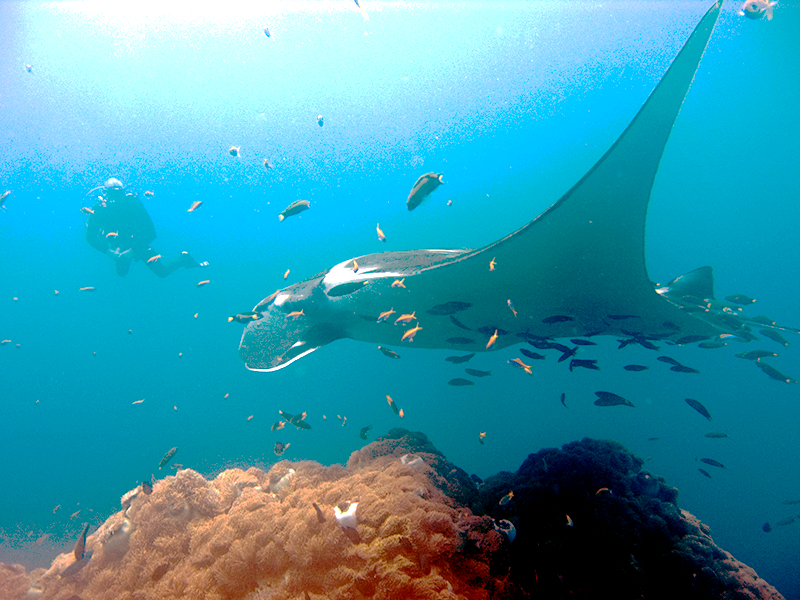
Raie manta océanique (Mobula birostris)
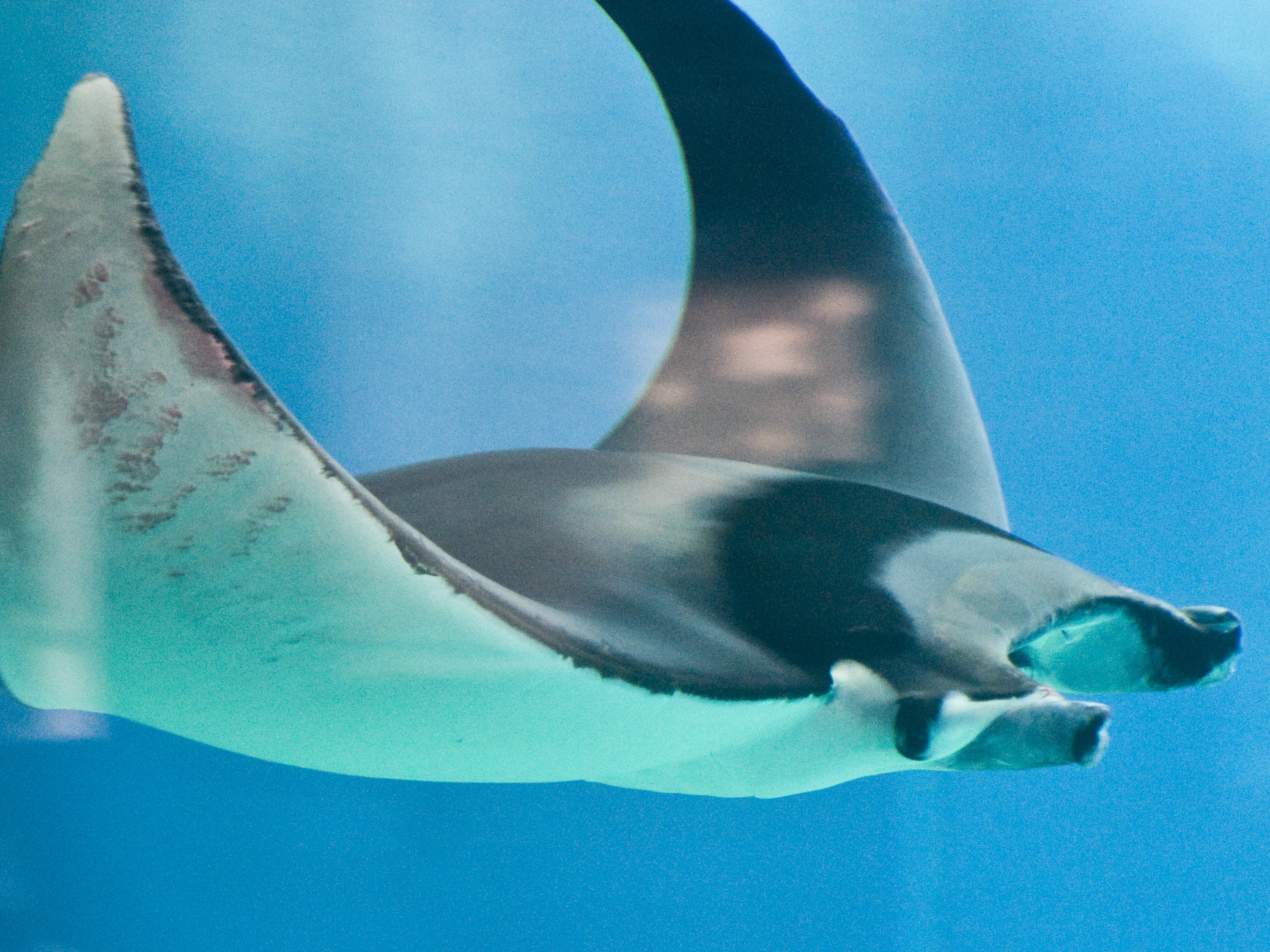
Mobula mobular